# Emilio Chiovenda
Emilio Chiovenda (Roma, 18 de maio de 1871 — Bologna, 19 de fevereiro de 1941) foi um botânico italiano.

## Obras
- Flora della Colonia Eritrea 1903 (em colaboração com  Romualdo Pirotta)
- Flora delle Alpi Lepontine occidentali (1904-1935)
- Flora somala Roma, Sindacato italiano arti grafiche, 1929
- Pteridophyta Catania, Tip. Giandolfo, 1929
- Il papiro in Italia : un interessante problema di biologia, sistematica e fitogeografia  Forli, Tip. Valbonesi, 1931